# Neuhaus-Schierschnitz
Neuhaus-Schierschnitz is een plaats en voormalige gemeente in de Duitse deelstaat Thüringen, en maakt deel uit van de Landkreis Sonneberg.
De plaats telde 3.081 inwoners op 31 december 2015.
Neuhaus-Schierschnitz fuseerde op 6 juli 2018 met Föritz en Judenbach tot de huidige gemeente Föritztal.

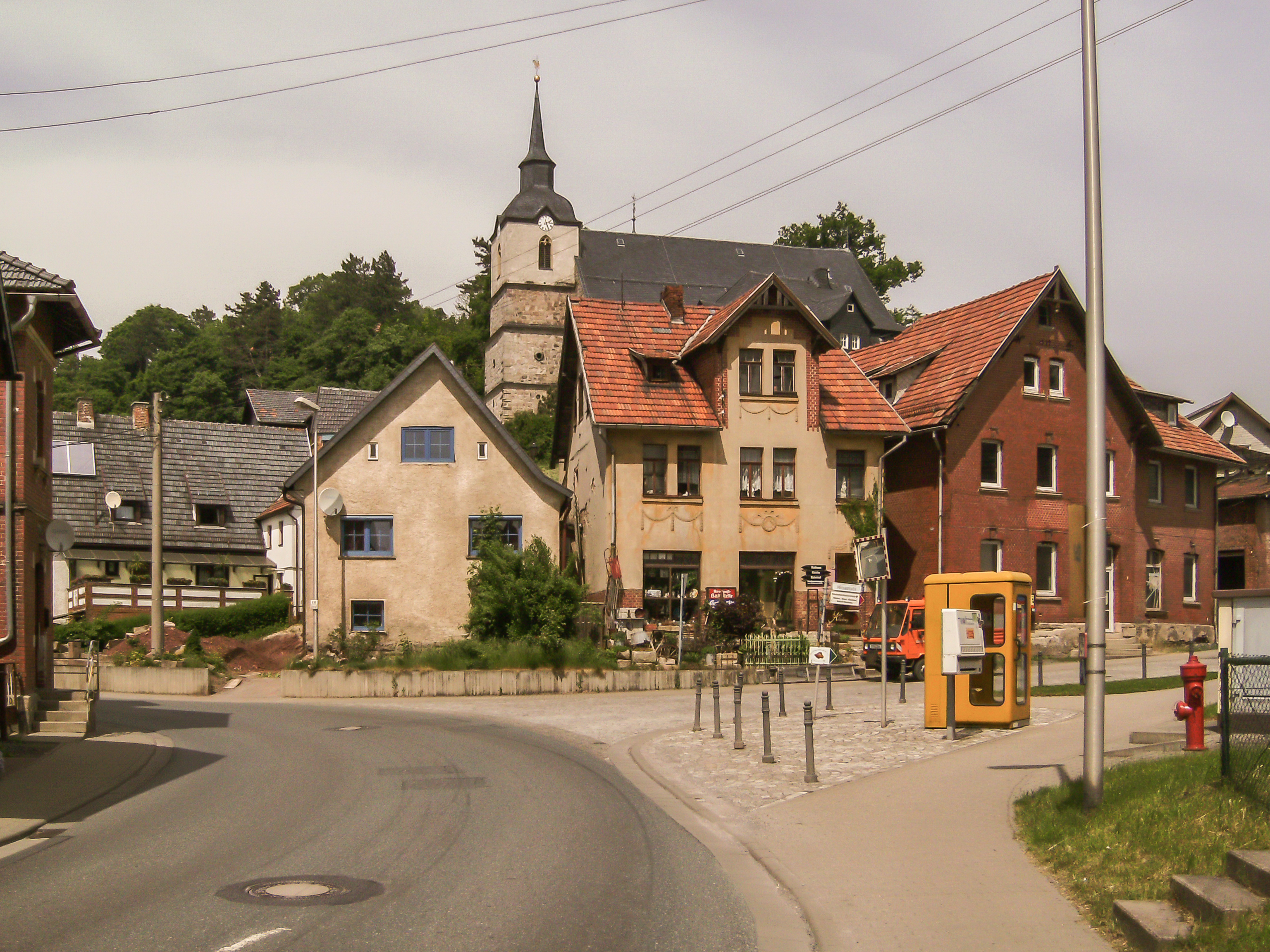
Neuhaus-Schiersnitz